# Kokhir Rasulzoda
Kokhir Rasulzoda (en tadjik : Коҳир Расулзода) est un homme d'État tadjik né le 8 mars 1961 dans le raïon de Gafourov de la RSS du Tadjikistan. Rasulzoda est Premier ministre du Tadjikistan depuis le 23 novembre 2013.
Rasulzoda est gouverneur de la province (вилоят) de Sughd du 27 février 2007 jusqu'au 23 novembre 2013,.
En novembre 2013, Rasulzoda est nommé premier ministre en remplacement d'Oqil Oqilov.